# Am I Blood
Am I Blood ist eine finnische Heavy- und Thrash-Metal-Band, die im Jahr 1992 unter dem Namen St. Mucus in Helsinki gegründet wurde.

## Geschichte
Die Band wurde im Jahr 1992 von Gitarrist Janne Kerminen und Sänger Pasi Koskinen gegründet. Koskinen trennte sich im Jahr 1995 von der Band wieder, ein Monat vor der Aufnahme des Debütalbums Natural Mutation. Kerminen übernahm für die Aufnahme des Albums zusätzlich nun auch den Gesang. Das Album wurde innerhalb von sechs Tagen aufgenommen. Das zweite Album Am I Blood erschien im Jahr 1997 und wurde europaweit vertrieben und vom deutschen Rock Hard zum Album des Monats gewählt. Im Jahr 1998 erschien das nächste Album Agitation, das von Daniel Bergstrand produziert wurde. Die nächsten zwei Jahre beschäftigte sich die Band mit dem Schreiben von neuen Stücken und mit dem Einstudieren dieser. Daraus entstand die EP Gone With You im Jahr 2000. Danach unterschrieb die Band einen Vertrag bei einem US-amerikanischen Label im Jahr 2002. Jedoch kam es zu Unstimmigkeiten, sodass der Vertrag wieder aufgelöst werden musste. Stattdessen erreichte die Band einen Vertrag bei A1 Music. Bei diesem Label veröffentlichte die Band im Jahr 2005 das Album The Truth Inside the Dying Sun. Danach verließen viele Mitglieder die Band, wodurch Sänger und Gitarrist Janne Kerminen und Bassist Toni Grönroos noch die einzigen verbliebenen Mitglieder waren. Als neue Besetzung kamen die Gitarristen Ilves und Max Karling sowie Schlagzeuger Pekka Sauvolainen zur Band.

## Stil
Die Band spielt klassischen Thrash Metal, wobei der Band oft vorgeworfen wird, Metallica zu imitieren. Als Beispiele werden vor allem die Lieder …And Justice for All und Welcome Home (Sanitarium) genannt.

## Diskografie
Als St. Mucus
- Evacuate the Bowels (EP, 1994, Nuclear Blast)
- Natural Mutation (Album, 1995, Nuclear Blast)
- Am I Blood (Album, 1995, Nuclear Blast)

Als Am I Blood
- Am I Blood (Album, 1997, Nuclear Blast)
- Agitation (Album, 1998, Nuclear Blast)
- Gone With You (EP, 2000, Eigenveröffentlichung)
- The Truth Inside the Dying Sun (Album, 2005, A1 Music)
- Shadows With the Colors (Album, 2008, Eigenveröffentlichung)
- Existence of Trauma (Album, 2011, A1 Music)